# La Face cachée de Margo
Pour l’article homonyme, voir La Face cachée de Margo (film).
La Face cachée de Margo (titre original : Paper Towns) est le troisième livre destiné aux jeunes adultes de John Green, publié le 16 octobre 2008 par Dutton Books. Le livre est entré directement à la cinquième place sur la liste des bestsellers du New York Times, dans la catégorie livres jeunesse. Il a été récompensé en 2009 par le Edgard Award dans la section meilleur livre pour jeune adulte.

## Résumé
La Face cachée de Margo se déroule à Orlando et dans ses environs. La nouvelle débute dans un lotissement appelé Jefferson Park. Deux enfants, le narrateur Quentin « Q » Jacobsen et sa voisine Margo Roth Spiegelman, un soir en faisant du vélo, découvrent dans un parc le corps de Robert Joyner, un homme divorcé qui s'est suicidé.
La suite du roman se déroule plusieurs années plus tard, alors que Quentin et Margo sont élèves au lycée. Ils ont grandi chacun de leur côté bien qu'ils soient voisins. 
Au milieu d'une nuit, Margo frappe à la fenêtre de la chambre de Quentin. Elle le convainc de la suivre et de l'aider à prendre sa revanche sur ceux qui l'ont blessée. Le premier personnage auquel ils rendent visite est l'ex-petit ami de Margo, Jason dit Jase et la fille avec qui il l'a trompée, Becca. Margo appelle les parents de Becca pour leur dire que leur fille est en train d'avoir des relations sexuelles avec Jase. Alors que celui-ci tente de s'échapper de la maison de Becca, Quentin prend une photo de lui nu. Par la suite, Quentin et Margo s'introduisent dans la maison et dessinent un « M » bleu à l'aide d'une bombe de peinture sur le mur de la chambre, tout en laissant un poisson-chat mort.
La seconde personne qu'ils vont voir est la personne ayant informé Margo de cette tromperie, Karin - qui n’apparaît qu'une seule fois dans le livre. Ils lui laissent un bouquet de fleurs. Ils poursuivent leur périple en s'introduisant dans la maison de Jase, où ils laissent cette fois un « M » turquoise et un nouveau poisson mort.
Lacey, troisième personne rencontrée lors du périple et qui deviendra un personnage important dans la seconde partie du livre, est considérée par Margo comme une mauvaise amie. Elle a trop souvent ridiculisé Margo et a fait beaucoup trop de commentaires dans son dos. Ils laissent un poisson-chat dans sa voiture et un « M » bleu sur le toit.
À 3 h 15 du matin, ils pénètrent dans le SunTrust Center et se reposent quelques instants au sommet de la tour. C'est la première fois que Margo décrit la ville d'Orlando comme une « ville de papier » car elle la trouve « fausse » et même pas assez dure pour être faite de plastique. Après avoir quitté le bâtiment, Margo demande à Quentin de qui il voudrait se venger. Il choisit une brute de son lycée nommée Chuck. Ils s'introduisent dans sa chambre, lui rasent un sourcil au moyen d'une crème dépilatoire et recouvrent toutes les poignées de porte de la maison avec de la vaseline.
Comme dernière étape de leur périple nocturne, Margo convainc Quentin de s'introduire dans le parc aquatique SeaWorld ; celui-ci, d'abord très réticent à l'idée de se faire arrêter dans un endroit rempli de caméras, en risquant de ne pas pouvoir aller à l'université, finit par accepter. Ils se font finalement prendre par un vigile que Margo paiera 100 dollars pour qu’il accepte de les laisser partir. 
Margo et Quentin retournent chez eux aux alentours de 6 h du matin. Le lendemain matin, Quentin repense à la nuit passée et se demande si Margo accepterait d'entrer dans son groupe d'amis. Mais Margo ne vient pas en cours et, au bout de trois jours, ses parents déposent un dossier sur la disparition de leur fille. Quentin, aidé de ses amis, part à sa recherche grâce à des indices que Margo a laissés un peu partout.
Plus Quentin s'approche de Margo, plus elle semble lui échapper.

## Personnages du roman
- Margo Roth Spiegelman
- Quentin Jacobsen (surnom « Q. »)
- Ben Starling (meilleur ami de Quentin) - (dit « Ben le saignant »)
- Marcus Lincoln (surnom « Radar ») (meilleur ami de Quentin)
- Lacey Pemberton (amie de Margo)
- Angela (petite amie de Radar)
- Parents de Quentin
- Parents de Margo
- Ruthie Spiegelman (sœur de Margo)
- Myrna Mountweazel (chienne de Margo ; elle porte le nom d'une entrée biographique fictive qui figura dans l'édition 1975 de la Columbia Encyclopedia, consacrée à une Lillian Virginia Mountweazel (1942–1973) imaginaire ; le nom Mountweazel servit ensuite, en anglais, de synonyme à la notion d'entrée fictive elle-même)
- Becca Arrington
- Chuck Parson
- Jason Worthington
- Jasper Hanson

## Adaptation cinématographique
Une adaptation, sous le nom de La Face cachée de Margo (Paper Towns), réalisée par Jake Schreier est sortie en 2015.